# Optiskt fönster

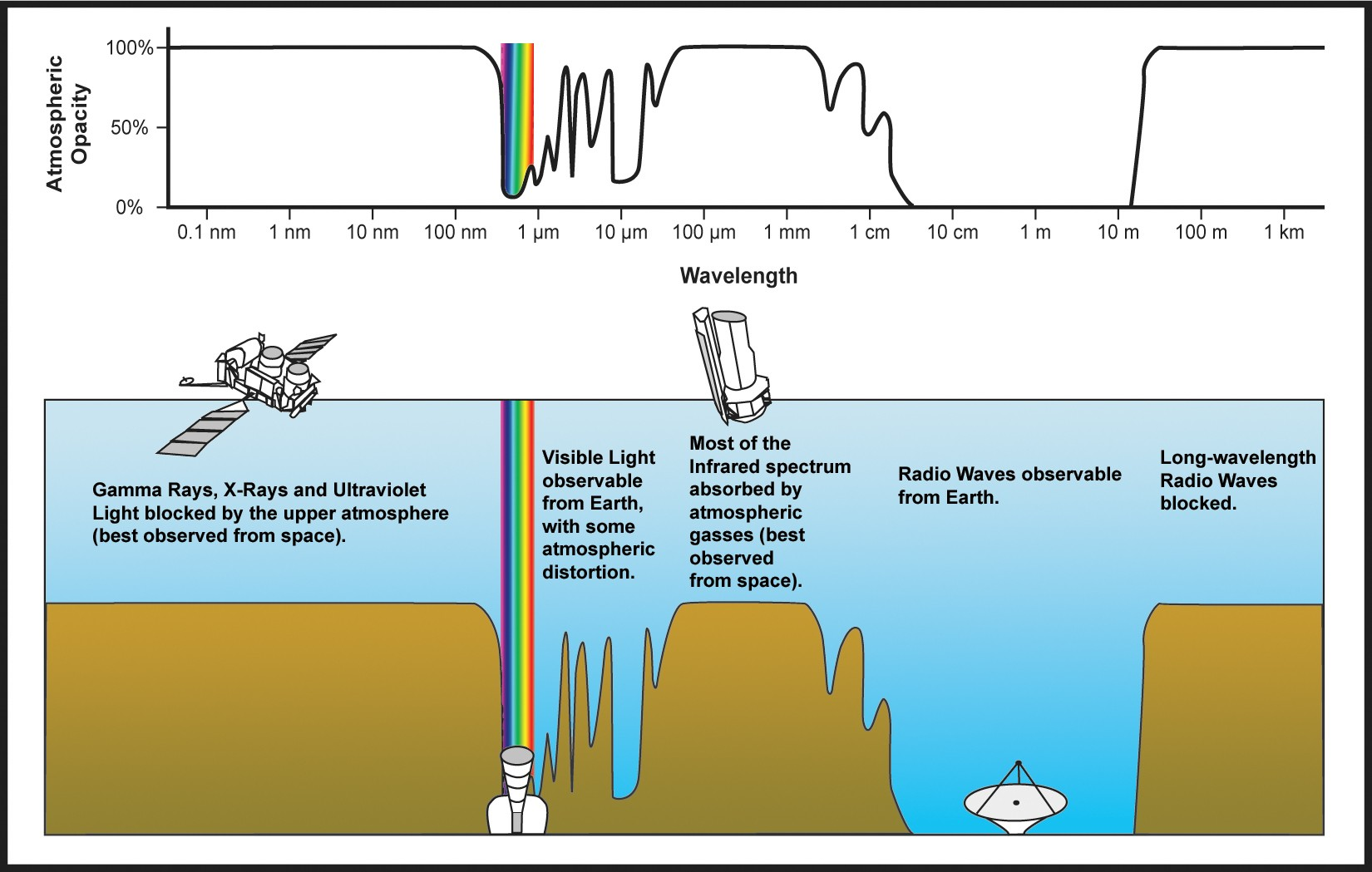

Det optiska fönstret är ett uttryck för den del av det elektromagnetiska spektrumet som kan passera genom ett visst material – inom astronomin åsyftas normalt en planets, oftast jordens, atmosfär, medan det inom medicinen syftar på kroppsvävnader. Det kallas för optiskt eftersom det handlar om det för människoögat synliga ljuset (med våglängder mellan 400 och 700 nanometer).

## Astronomiskt optiskt fönster
Större delen av den elektromagnetiska energin från solen och andra utomjordiska källor når aldrig jordytan, utan absorberas av atmosfären. Det finns även ett motsvarande radiofönster för frekvenser i radiospektrumet.

## Medicinskt optiskt fönster
Det optiska fönstret för levande kroppsvävnader är ungefär mellan våglängderna 650 och 1 200 nanometer. Vid kortare våglängder absorberat strålningen av hemoglobinet i blodet, medan vatten absorberar de kortare våglängderna i det infraröda området.